# غرفة 104
الغرفة 104 هي سلسلة مختارات تلفزيونية أمريكية أنشأها مارك دوبلاس وجاي دوبلاس. تم عرض المسلسل لأول مرة في 28 يوليو 2017 على HBO. و تم بث الموسم الثاني من اثني عشر حلقة بين 9 نوفمبر و15 ديسمبر 2018. وفي 8 فبراير 2019، كشفت HBO أنه تم تصوير موسم ثالث وأن الشبكة تجري محادثات لتجديد الموسم الرابع. تم عرض الموسم الثالث من اثني عشر حلقة في 13 ديسمبر 2019. تم الإنتهاء من تصوير الموسم الرابع بحلول سبتمبر 2019. في مايو 2020، أعلنت HBO أن الموسم الرابع سيكون الأخير وسيعرض لأول مرة في 24 يوليو 2020، واختتم في 9 أكتوبر 2020.

## القصة
هي سلسلة تدور حول أحداث المسلسل في  غرفة واحدة من فندق أمريكي على جانب الطريق، حيث يتم استكشاف الشخصيات التي تمر عبره في كل حدث. و كل حدث هو نوع مختلف من الرعب والإثارة إلى الكوميديا.

## إنتاج
أحرز المسلسل طلباً من 24 حلقة وتم تصوير جميع الحلقات متتالية كإجراء لتوفير التكلفة، وتم تقسيمها إلى موسمين من 12 حلقة.في مقابلة أجريت في ديسمبر 2018، كشف المؤلف المشارك مارك دوبلاس أن الموسم الثالث قد تم تصويره وتحريره بالفعل، وكان يكتب الموسم 4. وفقاً لدوبلاس، فإن حلقات الغرفة 104 مصنوعة مقابل «ربع» التكلفة المتوقعة عادة لسلسلة HBO.يتم تصور الحلقات في «مركز أبحاث» من قبل المؤلفين حيث توصلوا إلى عشرات الأفكار ، ثم يتواصلون مع صانعي الأفلام الذين يهتمون بإخراج الحلقات. يتم تصوير الحلقات بطريقة«سريعة وفضفاضة» ؛على سبيل المثال، أخرجت جوزفين ديكر حلقتها في يومين فقط باستخدام  آيفون. بالنسبة لعملية التحرير، لا يتلقى المخرجون أخر المشاهد، ويقوم دوبلاس بعرض الحلقات على مجموعة مكونة من 20 شخصًا يعملون في شركتهم للحصول على أرائهم.

## استقبال
تلقت الغرفة 104 مراجعات إيجابية بشكل عام من النقاد. في ميتاكريتيك، حصل الموسم الأول على 65 درجة من أصل 100 بناءً على 22 مراجعة. على روتن توميتوز حصلت على نسبة موافقة 87٪ بمتوسط درجة 6.85 من أصل 10 بناءً على 39 تقييماً. يقر الإجماع النقدي للموقع، «تستخدم الغرفة 104 هيكل المختارات لصالحها، وتروي سلسلة من القصص القصيرة و الانتقائية التي تصطدم بعلاماتها أكثر مما تفوت.»
بمراجعة الموسم الثاني بأكملة، منحه بن ترافرز من إندي واير تقييماً إيجابياً بدرجة "+B". كتب "مجموعة معينة من سرد القصص المعروضة التي تبني مثل هذا الترقب، كل حلقة جديدة تستحق العناء حتى عندما يكون السرد مخيباً للأمال" وأنه " تلفاز رائع ومنعش لدرجة أنه حتى عندما يكون سيئاً، فهو جيد.

## روابط خارجية
- الموقع الرسمي
- غرفة 104  في قاعدة بيانات الأفلام على الإنترنت (بالإنجليزية)